# 新津自動車学校
株式会社新津自動車学校（にいつじどうしゃがっこう）は、新潟県新潟市秋葉区にある指定自動車教習所を運営する企業である。

## 取得免許
- 普通自動車免許（MT車・AT車）
- 大型自動二輪車免許（MT車・AT車）
- 普通自動二輪車免許（MT車・AT車）
- 中型自動車免許
- 大型特殊免許

## 所在地
- 〒956-0024 新潟県新潟市秋葉区山谷町2丁目15-29

## 周辺
- ローソン新津山谷町店
- 秋葉警察署
- 新津山谷郵便局

## 参考・外部リンク
- 新津自動車学校

座標: 北緯37度47分41.8秒 東経139度6分54.8秒 / 北緯37.794944度 東経139.115222度